# Кратей
Кратей (Кратев, др.-греч. Κρατεύας), также Кратер (Κρατερός) — македонский царь, правивший в 399 году до н. э. Любовник предыдущего царя Архелая Македонского. Убил Архелая. Диодор Сицилийский пишет, что Архелай был случайно ранен на охоте Кратеем. Клавдий Элиан передаёт версию, что Архелай не сдержал обещания выдать за Кратея свою дочь. Через три или четыре дня правления Кратей также убит заговорщиками. Престол Македонии унаследовал малолетний сын Архелая Орест, фактическим правителем стал его опекун Аероп.